# Ernesto Laclau
Ernesto Laclau (Buenos Aires, 6 de outubro de 1935 - Sevilha, 13 de abril de 2014) foi um teórico político argentino, frequentemente considerado pós-marxista. Pesquisador e professor da Universidade de Essex,  recebeu o título de  Doctor Honoris Causa de várias universidades:  Universidade de Buenos Aires, Universidade Nacional de Rosário, Universidade Católica de Córdoba, Universidade Nacional de San Juan e  Universidade Nacional de Córdoba. 
Entre seus livros mais citados, destacam-se Hegemonia e Estratégia Socialista: por uma democracia radical e plural e A Razão Populista. Era diretor da revista Debates y Combates.

## Pensamento político
O pensamento de Laclau e de sua companheira, a cientista política belga Chantal Mouffe, é geralmente definido como  pós-marxista. Ambos participaram do movimento estudantil dos anos 1960 e trabalharam com a hipótese de aliança com a classe trabalhadora para criar uma nova sociedade.  Posteriormente, Laclau e Mouffe passaram a rejeitar a ideia de que o determinismo econômico marxista e a luta de classes sejam os  pontos fundamentais na dinâmica social; em vez disso, enfatizam a importância de se desencadear uma democratização radical e um antagonismo pluralista no qual se possam expressar harmonicamente os conflitos sociais.
Por seu trabalho sobre o conceito de populismo, Laclau e Mouffe são considerados como importantes influências intelectuais do Syriza e do movimento político espanhol Podemos. Íñigo Errejón, secretário de assuntos políticos e estratégicos do Podemos, é apresentado como um discípulo de Laclau.

## Prêmios e honrarias
- Doctor Honoris Causa, Universidade de Buenos Aires.[4]
- Doctor Honoris Causa, Universidad de San Juan.[9]
- Doctor Honoris Causa, Universidad Católica de Córdoba.[10]
- Doctor Honoris Causa, Universidade de Córdoba.[10]
- Doctor Honoris Causa, Universidade de Rosário.[11]